# La Princesse de Chicago
Série La Princesse de Chicago
Dans la peau d'une reine
(2020)
Pour plus de détails, voir Fiche technique et Distribution.
La Princesse de Chicago (The Princess Switch) est un film de Noël comique et romantique américain réalisé par Mike Rohl à partir d'un scénario de Robin Bernheim et Megan Metzger. Les acteurs principaux du film sont Vanessa Hudgens et Sam Palladio. Le film est sorti sur Netflix le 16 novembre 2018.
Il a pour suite La Princesse de Chicago : Dans la peau d'une reine et La Princesse de Chicago : En quête de l'étoile.

## Synopsis
Que se passe-t-il quand une pâtissière de Chicago rencontre une future princesse qui lui ressemble comme deux gouttes d'eau ? Elles décident d'échanger leurs rôles !

## Distribution
- Vanessa Hudgens (VF : Adeline Chetail) : Margaret Delacourt, duchesse de Montenaro / Stacy Denovo / Lady Fiona Pembroke
- Sam Palladio (VF : Stanislas Forlani) : prince Edward
- Nick Sagar (VF : Thibault Belfodil) : Kevin Richards
- Mark Fleischmann : Frank De Luca
- Suanne Braun : Mme Donatelli
- Alexa Adeosun (VF : Cerise Calixte) : Olivia Richards
- Sara Stewart : reine Caroline
- Pavel Douglas (en) : roi George
- Amy Griffiths : Brianna

## Production
En juin 2018, il a été signalé que Vanessa Hudgens et Sam Palladio participeraient au prochain film de Netflix La Princesse de Chicago,.
Le tournage s'est terminé en juin 2018. La plus grande partie du film a été tournée en Roumanie.